# コウバーン夫人と三人の息子たち
『コウバーン夫人と三人の息子たち』（コウバーンふじんとさんにんのむすこたち、英: Lady Cockburn and Her Three Eldest Sons）は、ロココ期のイギリスの画家ジョシュア・レノルズが1773年に制作した肖像画である。油彩。スコットランドの第8代準男爵ジェームス・コウバーン卿と結婚した、コウバーン夫人（Lady Cockburn）とその息子たちを描いている。現在はロンドンのナショナル・ギャラリーに所蔵されている。

## 人物

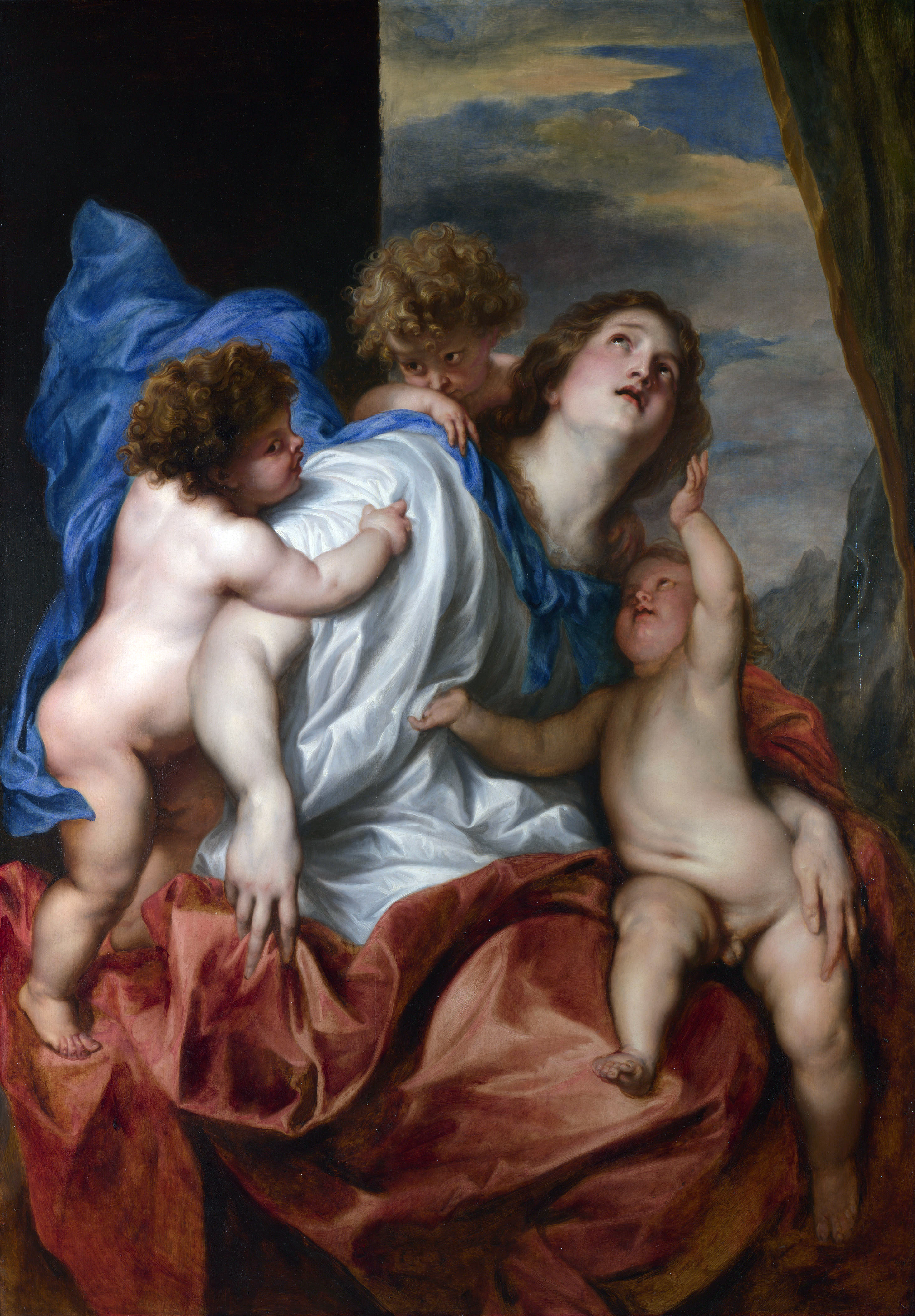
アンソニー・ヴァン・ダイクの『慈愛』。1627年から1628年頃。ナショナル・ギャラリー所蔵。

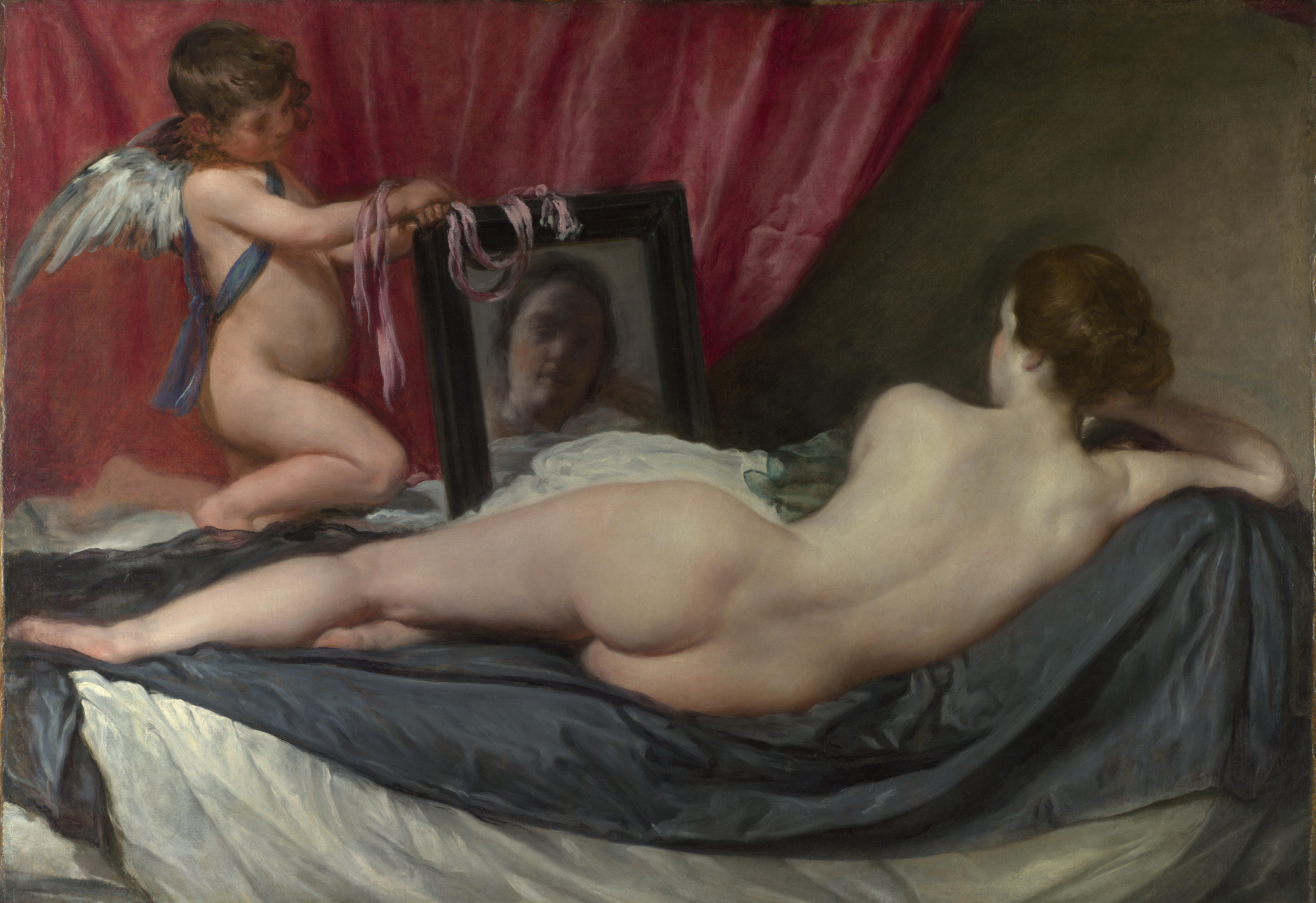
ディエゴ・ベラスケスの『鏡のヴィーナス』。1647年から1651年頃。ナショナル・ギャラリー所蔵。

コウバーン夫人、オーガスタ・アン・アイスキュー（Augusta Anne Ayscough, 1749年–1837年）は、父フランシス・アイスキュー（Francis Ayscough）と、母アン（Anne）の間に生まれた。1769年にスコットランドの第8代準男爵ジェームス・コウバーン卿と結婚し、ベリックのラングトンのコウバーン夫人となった。この結婚は夫人の母方の叔父にあたる初代リトルトン男爵ジョージ・リトルトン、未亡人の母、弟ジョージ・エドワード・アイスキュー（George Edward Ayscough）によって手配された、2万ポンドという多額の婚姻継承財産設定の結果として成立した。この資金は父フランシスの不動産から集められ、ロンドンの3軒の家と2つの農場が含まれていた。
コウバーン夫人の子供たちのうち、長男ジェームス（1771年-1852年）は第9代準男爵を継承し、バミューダ総督（1811年-1819年）になった。次男ジョージ（1772年-1853年）は海軍提督および第10代準男爵となり、三男ウィリアム（1773年-1858年）はヨーク首席司祭および第11代準男爵となった。四男アレクサンダー（Alexander, 1776年生まれ）は英国特命全権大使および、ヴュルテンベルクとコロンビア特別区の全権公使となった一方、五男フランシス（1776年生まれ）は、植民地としてのカナダの初期の歴史に関わり、バハマとイギリス領ホンジュラスで外交官を務めた後、将軍になった。娘のオーガスタは1807年に結婚した。

## 制作経緯
コウバーン夫人の夫である第8代準男爵ジェームズ・コウバーンの依頼で制作された。画面に記された署名によると制作年は1773年である。肖像画と額縁の代金は翌1774年3月に支払われた。肖像画は家族の経済状況が順調であった頃に依頼されたが、コウバーン卿は1781年までに破産を宣告された。そのためコウバーン夫人は困窮したが、イギリス国王ジョージ3世から私的年金が与えられた。

## 作品
レノルズはコウバーン夫人とその最初の3人の息子、ジェームズ、ジョージ、ウィリアムを描いている。コウバーン夫人は髪を同時代風にまとめ、肩に羽織った毛皮のマントで膝を覆っている。コウバーン夫人は子供たちの世話に夢中になっており、乳児の三男ウィリアムを膝の上で抱きながら、画面左の長男ジェームズを愛情を込めて見つめつつ右手で抱き寄せている。ジェームズはコウバーン夫人の膝の上にひざまずいており、次男ジョージはコウバーン夫人の背後から幼い両腕を回して彼女の左肩にしがみつき、笑顔で鑑賞者を見つめている。ジョージの勢いのあるポーズはいまにも自分の左手の親指にしゃぶりつきそうに見える。画面右には色鮮やかなコンゴウインコがとまっている。
レノルズは本作品の中で個人の肖像と対神徳の1つである「慈愛」の擬人像とを組み合わせた。「慈愛」の伝統的な図像はしばしば子供たちの世話をする無私無欲な母親の姿で表された。全体的な構図は主にアンソニー・ヴァン・ダイクが1627年から1628年頃に制作した『慈愛』（Caritas）に基づいている。レノルズはヴァン・ダイクの図像を反転したエングレーヴィングをもとにオリジナルの上部のみを描いた小さな不完全な油彩素描を制作した。両作品の構図は多くの点で類似しているが、ヴァン・ダイクの作品が天国を見上げているのに対し、コックバーン夫人は鑑賞者に横顔を向けている。長男ジェームズの姿勢は、ディエゴ・ベラスケスが1647年から1651年頃に制作した『鏡のヴィーナス』（Venus del espejo）で描いたキューピッドの姿勢をほぼそのまま複製している。レノルズが肖像画を制作した当時、ベラスケスの作品はまだマドリードにあり、印刷もされていなかったため、版画家リチャード・クーパーによる鉛筆画以外に『鏡のヴィーナス』を知ることはできなかったと思われる。
レノルズは制作過程で自身の構図を大幅に変更する傾向があった。レノルズの弟子ジェームズ・ノースコートによると、人物群が片側にずれていたため、レノルズは最終的に風景や赤いカーテン、コンゴウインコを追加した。生き生きと描かれたコンゴウインコはおそらくレノルズのペットで、家政婦には嫌われていたが、友人の文学者サミュエル・ジョンソンの手首にとまるほど大人しかった。
レノルズの署名と制作年は、夫人の膝下にある毛皮のマントの縁に沿って金色で記されている。

## 影響

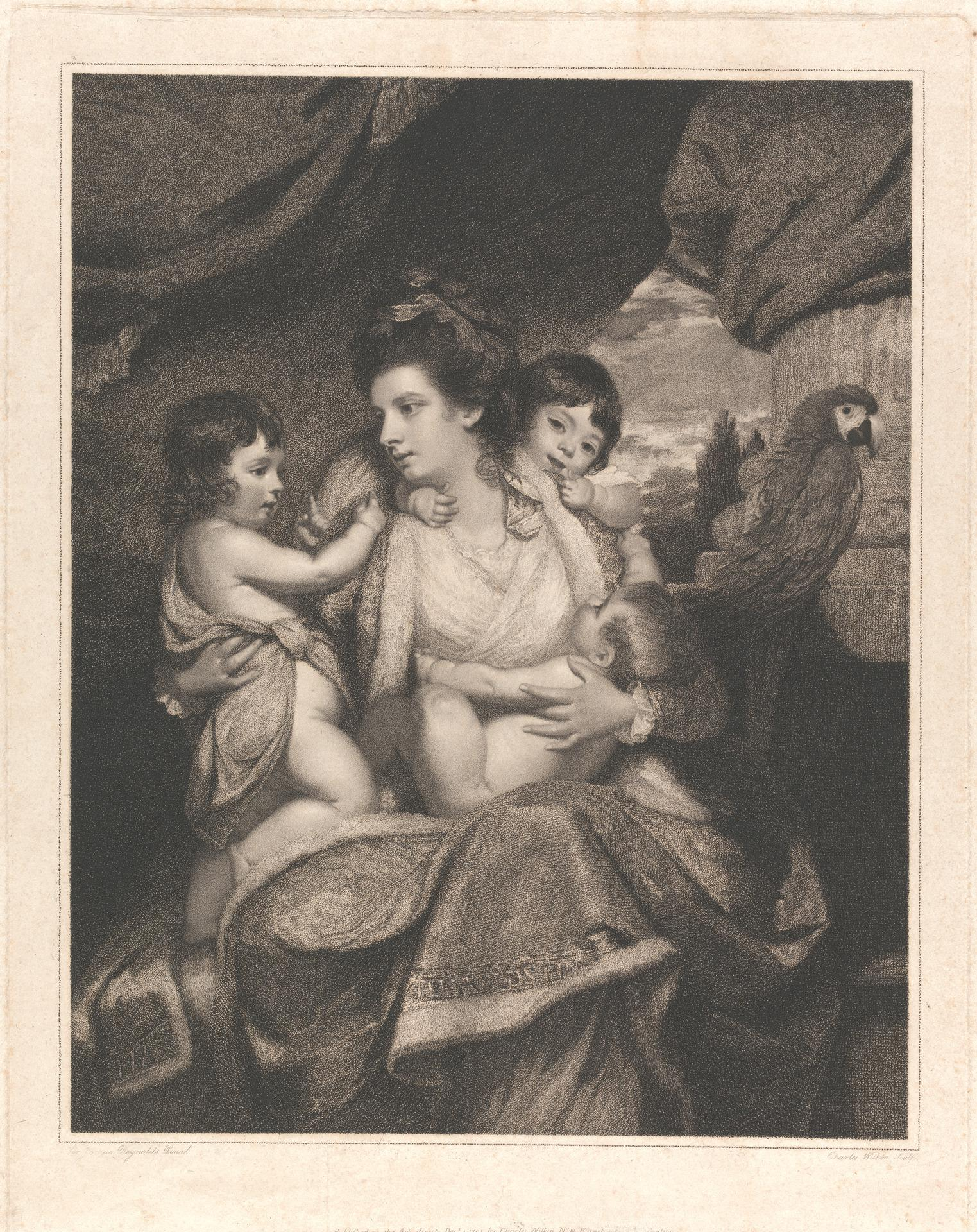
チャールズ・ウィルキンによるエングレーヴィング。

完成した肖像画は1774年にロイヤル・アカデミーで展示されたが、肖像画がロイヤル・アカデミーに届けられたとき、その場にいた画家たちはみな肖像画の並外れた壮麗さと素晴らしさに衝撃を受けて拍手したという。1791年にはチャールズ・ウィルキンによって『コルネリアとその子供たち』（Cornelia and her Children）というタイトルでエングレーヴィングが制作された。しかし夫のジェームズ卿は夫人の名前が公にされることを嫌ったため、古代ローマのグラックス兄弟の母コルネリア・アフリカナの逸話に由来するタイトルに変更された。

## 来歴
肖像画はコウバーン家の子孫に相続されていたが、1892年に第2代準男爵ジェームス・ハミルトン卿の未亡人であるマリアンナ・オーガスタ・ハミルトン（Lady Marianna Augusta Hamilton, 旧姓コックバーン）よってナショナル・ギャラリーに遺贈された。ところが、肖像画が美術館の収蔵品として登録されたのち、6人の家族が遺贈に異議を申し立てた。そこで1900年に英国財務省の弁護士の助言により、肖像画は相続人に引き渡された。すると相続人はすぐに肖像画を美術商のアグニューとアッシャー・ヴェルトハイマーに売却した。これをアッシャー・ヴェルトハイマーから購入したのは大富豪で美術収集家のアルフレッド・ベイトであった。その後、肖像画は1906年にナショナル・ギャラリーに遺贈された。1986年に修復された。

## ギャラリー
関連作品

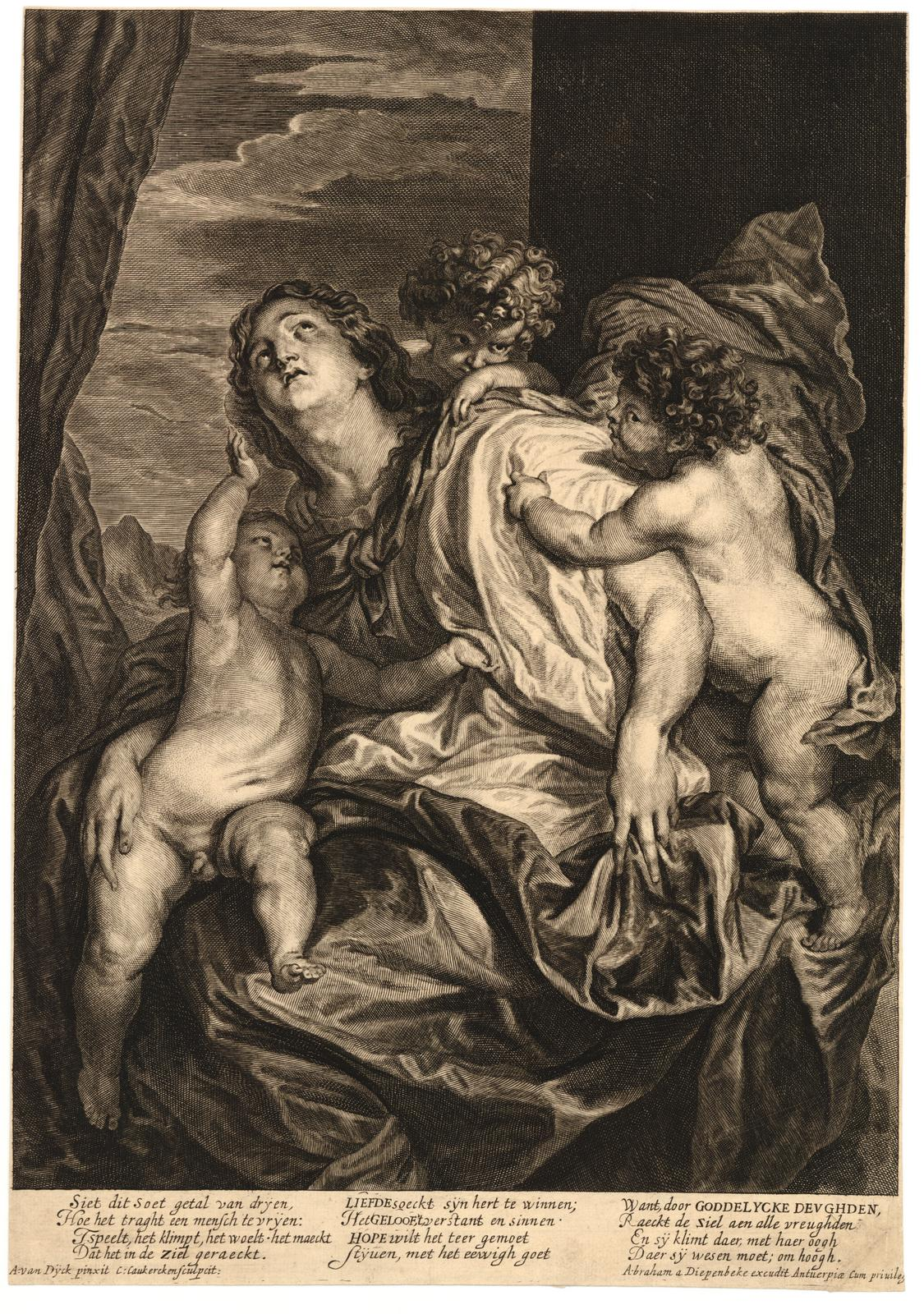
アンソニー・ヴァン・ダイクに基づいたエングレーヴィング 1660年-1675年頃
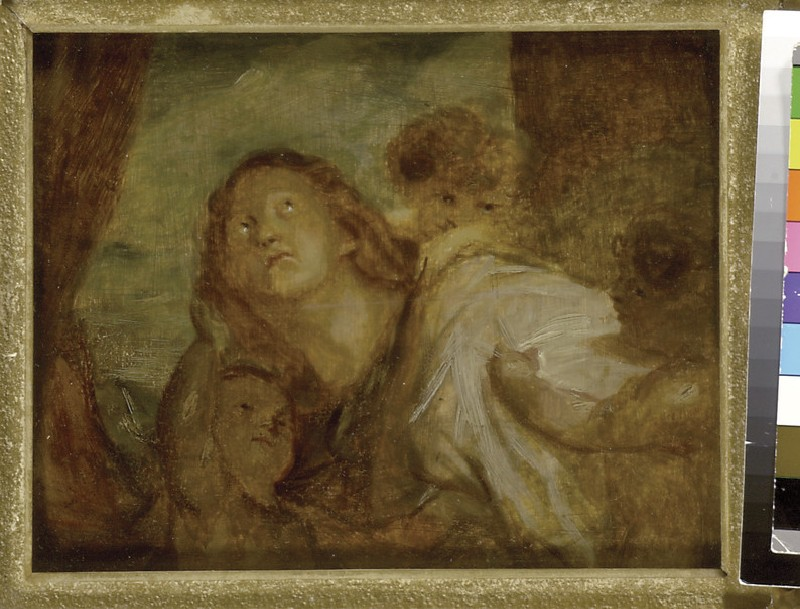
ジョシュア・レノルズ帰属『慈愛の寓意』アシュモレアン博物館所蔵